# Психологическая антропология
Психологи́ческая антрополо́гия — отрасль этнопсихологии; направление в культурной антропологии и одновременно междисциплинарная область исследований, использующая для интерпретации фактического материала ряд психологических теорий с целью получения интегративного знания о людях, действующих в условиях различных культур. Также определяется специалистами как интегративная наука о человеке в единстве его общих закономерностей и культурно-исторических особенностей, образованная при взаимодействии психологии и антропологии. Эквивалентным психологической антропологии понятием является психологическое направление в этнологии. Психологическая антропология представляет собой очень сложное взаимодействие теоретических построений, эмпирических исследований, а также самых разнообразных типов и видов техник и методик сбора и анализа информации. При этом консенсус относительно теоретических и методологических подходов среди учёных, представляющих данное направление, отсутствует.

## История развития

### Предыстория
Ещё на первых этапах развития этнографии европейские учёные уделяли значительное внимание разработке её психологического аспекта. Некоторые понятия этнопсихологии появились во второй половине XIX века: народный дух, национальный характер, психология народов. В это же время появился термин «этническая, этнографическая психология». В книге «Немецкая психология сегодня» Т. Рибо, изданной в 1886 году, есть часть под названием «Школа Гербарта и этнографическая психология». Хотя философско-психологическая система Иоганна Гербарта не получила широкой известности в Германии, она оказала значительное влияние на ряд учёных-этнографов, которые первыми реализовали психологический подход в этнографии. Гербарт пытался развить основные идеи Иммануила Канта с включением многих элементов философии Г. В. Лейбница, но не оставил большого следа в истории психологии и философии. Тем не менее, в современной науке учитывается положение И. Ф. Гербарта о том, что психология останется неполной, если она будет рассматривать изолированного индивида. Требование рассматривать человека не абстрактно, а в контексте социальных связей было новым для того времени, и оно не утратило своей актуальности и в наши дни.
Действительным предшественником психологической антропологии в современной научной литературе называется Вильгельм Вундт, который изучал психологию народов и оставил десятитомный одноимённый труд. Возникновение этнопсихологии в США связано с именем Франца Боаса (1858—1942), хотя он не участвовал непосредственно в разработке цикла проблем «культура и личность». Тем не менее, Боас способствовал распространению в США некоторых идей европейских учёных, которые известны как одни из первых создателей психологического направления в социологии и в этнографии (Тард, Вундт, Бастиан). Лекция Ф. Боаса «Психологические проблемы в антропологии», посвящённая 20-летию университета Кларка, стала важным историческим рубежом в развитии психологии как фактора в этнологии. Она была организована президентом университета Г. С. Холлом, бывшим студентом В. Вундта. Холл, поддерживавший распространение психологии и психоанализа в США, пригласил на юбилей университета З. Фрейда, К. Г. Юнга и других известных представителей психоаналитической психологии.
В 1913 году вышла книга Зигмунда Фрейда «Тотем и табу», оказавшая большое влияние на возникновение психологического направления в этнологии США. В этой книге Фрейд применяет свой психоаналитический метод в анализе этнографического материала. Фрейдистские концепции были популярны в Америке и раньше, но данная книга послужила образцом для психоаналитического исследования в этнографии. Идеи Фрейда оказали значительное воздействие на отдельных представителей психологического направления в этнологии США. В его становление и развитие свой вклад внесли также бихевиоризм и гештальтпсихология.

### Формирование
Первый период (конец 20 — начало 50-х годов XX в.) развития психологической антропологии под первоначальным названием «культура и личность» проходил под влиянием классического труда Рут Бенедикт «Модели культуры» (1934) и серии работ Маргарет Мид, принесших ей мировую известность. М. Мид написала 25 книг, однако наибольшую известность ей принесли первые работы, посвящённые описанию образа жизни жителей Океании. Тираж её первой книги «Взросление на Самоа» (1928) составил более 2 млн экземпляров. Мид стала первым антропологом, известным всему миру. Её популярность в США в 30-х годах XX века не уступала славе известных писателей и голливудских звёзд. В 1930 году была издана вторая книга Мид под названием «Как растут на Новой Гвинее», а в 1935 году — третья: «Секс и темперамент в трёх примитивных обществах». Именно мировая популярность книг Мид дала импульс развитию психологического направления в изучении культур. Для первого периода систематического изучения психологии культур были характерны такие процессы, как формулирование идей и целей исследований, поиски интерпретирующих теорий, определение основных понятий, выделение специфических областей исследований, а также активное взаимодействие с другими дисциплинами и образование междисциплинарных сфер изучения.
Направление «Культура и личность» внесло новизну в развитие этнологии США. Оно отличалась широким выбором объектов исследования: в нём были представлены все регионы нашей планеты — как развивающиеся, так и развитые. Тематика исследований данного направления была весьма разнообразна. В число вопросов, привлекавших внимание этнопсихологов США, входили проблема аккультурации, сравнительного анализа различных культур, разработка теории базовой или модальной личности, а в 50-х годах большое внимание уделялось проблеме «культурных ценностей». С конца 50-х годов — начала 60-х годов XX века началась дискуссия о переориентации направления «культура и личность».
Американский учёный Ф. Л. К. Сюй предложил новое название данной дисциплины: психологическая антропология. Так назывался и сборник, изданный под его редакцией в 1961 году. Его предложение базировалось на анализе содержания исследований культуры и личности, где он выделил две основные сферы: соотношение индивида и общества и характеристики обществ.
Важным историческим этапом для развития психологической антропологии стал VI конгресс МКАЭН, состоявшийся в 1973 году в Чикаго. Секция «Психологическая антропология», работавшая под председательством М. Мид, оказалась одной из самых представительных на конгрессе. Общий объём работ, поданных на секцию, составил 2 тысячи страниц. Состав участников секции «Психологическая антропология» показал, что эта дисциплина получила международное признание и перестала быть только американским явлением.
Середину 60-х — середину 80-х годов XX века учёные характеризуют как период зрелого развития психологической антропологии — фундаментальной части антропологического знания, ставшей учебной дисциплиной в университетах США и других стран.

### Современный этап
В последнее десятилетие XX века интерес к психологической антропологии несколько уменьшился. Тем не менее, данное направление науки продолжает играть важную роль в психологических и антропологических исследованиях. Общество психологической антропологии является подразделением Американской антропологической ассоциации. Учебные программы по психологической антропологии преподаются в ряде крупных университетов США и других стран. В России исследования по этнопсихологии ведутся в Институте этнологии и антропологии имени Н. Н. Миклухо-Маклая РАН. Данная дисциплина преподаётся в курсах по антропологии в российских университетах. В 2003 году на базе факультета социальной психологии МГППУ была открыта кафедра этнопсихологии и психологических проблем поликультурного образования.
Как отметила в 2005 году С. В. Лурье, в настоящее время психологическая наука находится в глубоком кризисе. Этот кризис может быть преодолён за счёт обращения к ответвлениям психологической науки, которые на данный момент находятся на периферии, но основываются на близких для антропологов предпосылках. Одним из выходов из сложившегося кризиса стало обращение американских антропологов к советской психологии в лице представителей «деятельностного подхода» (Л. С. Выготский, А. Н. Леонтьев, А. Р. Лурия и др.) Несколько десятилетий назад подобное обращение американских учёных к работам психологов, базировавшихся на марксизме, выглядело бы достаточно экзотично. Однако сегодня деятельностный подход широко известен и популярен в США, и рассматривается многими американскими психологами как перспектива выхода их дисциплины из кризиса.

## Основные школы в психологической антропологии

### Психоаналитическая антропология
- ортодоксальный подход (Фрейд, Рохейм);
- неофрейдизм (Фромм, Эриксон, Деверё, Ла Барре).

### Культура и личность
- конфигурационализм (Бенедикт, Сэпир, М. Мид, Халлоуэлл);
- основная и модальная личность (Кардинер, Линтон, Уоллес);
- национальный характер (Клакхон, Батесон, Горер, Сюй, Каудилл);
- кросскультурный подход (Уайтинги, Ле Вин, Спиро, Спиндлер, Эдгертон, Д. Андраде).

### Социальная структура и личность
- материалистический подход (Маркс, Энгельс, Бухарин);
- позитивистский подход (Вебер, Мертон);
- интеракционистский подход (Дж. Г. Мид, Гоффман).

### Когнитивная антропология
Когнитивная школа в психологической антропологии является одной из самых малочисленных. Активные исследования в этой школе в конце XX века вели всего около 30 антропологов и лингвистов, а общее количество учёных, идентифицирующих себя с данной школой, никогда не превышало 200 человек. В когнитивной школе представлены следующие подходы:
- исследования примитивного мышления (Тейлор, Леви-Брюль, Боас, Леви-Стросс);
- анализ проблемы человеческого развития (Пиаже, Коул, Прайс-Вильямс);
- этносемантика (Конклин, Кей, Берлин).

## Структура исследований психологической антропологии

### Деление по методу
1. психоаналитический метод;
2. когнитивистский метод (в значительной мере психологически-экспериментальный);
3. этологический метод (этология человека);
4. интеракционистский метод.

### Деление по предмету
1. этническая идентичность в её разнообразных исторических формах;
2. культура и мышление. Характерные особенности восприятия и познания в различных культурах;
3. культура, личность, экология;
4. психоантропология религии. Анализ ритуалов;
5. антропология (этнология) детства;
6. модели нормы и патологии в различных культурах. Этнопсихиатрия. Изучение форм народной терапии;
7. изменённые состояния сознания: проблема классификации и функции в современном и традиционном обществах;
8. культура и биология. Психобиологическое изучение личности в условиях различных культур;
9. личность и экономическое развитие. Психологические основы различных типов экономики. Проблема адаптации личности к изменениям.

## Исследования народной медицины
Одна из широко встречающихся в научной литературе классификаций медицины состоит в выделении трёх её видов: народной, традиционной и современной. Народная и традиционная не имеют принципиальных отличий друг от друга, за исключением способа передачи накопленных знаний. В народной медицине знания передаются устно, в традиционной — письменно. Народная медицина распространена в традиционных обществах (индейцы бассейна Амазонки, индейцы, живущие на плоскогорьях Анд, бушмены Калахари и др.). К традиционной медицине относятся системы китайской, тибетской, арабской медицины и др., которым, помимо письменной фиксации знаний, свойственно ещё и наличие специальных школ, учебных пособий и т. д.
Специалисты в области психологической антропологии отмечают, что стереотип восприятия народной медицины как бесполезного занятия невежественных людей постепенно разрушается. Они указывают на то, что за свою многотысячелетнюю историю народная медицина накопила огромный арсенал фармакологических и иных способов воздействия на человека. К примеру, суммарное количество лекарственных растений, используемых в народной медицине многих стран, превышает 10 тысяч. Народная медицина представляет собой сложнейшую систему терапии, учитывающую возраст и пол больного, природные условия, место проживания, время года, фазы Луны. Она комплексно использует самые разнообразные средства: фармакологию и массаж, психо- и физиотерапию, диетологию.
Свидетельства высокого мастерства народных целителей были обнаружены в эпипалеолитическом могильнике Тафоральт в Северной Африке. Там был найден череп со следами трепанации, произведённой 12 тысяч лет назад. Аналогичный череп был обнаружен в мезолитическом могильнике Васильевка III на Украине. Удачные, как правило, операции по трепанации черепа при помощи примитивных инструментов широко применялись и в XIX веке среди различных племён Африки и Полинезии (целесообразность подобных операций для лечения, например, головной боли — как они практиковались, всё же сомнительна). Н. Н. Миклухо-Маклай описал необычные и сложные операции, связанные с половой жизнью и регуляцией рождаемости, например, удаление матки и введение инородных предметов в детородный член. Хорошей иллюстрацией к возможностям народной медицины в области хирургии является описание английским врачом-миссионером успешной операции кесарева сечения, произведённой аборигеном в Уганде в 1878 году.
Народная медицина стала предметом исследования учёных-антропологов с конца XIX века. Широкомасштабное межкультурное изучение этой области деятельности человека началось в 30-х годах XX века в рамках психологической антропологии, первоначально называвшейся «культура и личность». В 60-х годах в рамках психологической антропологии выделилась медицинская антропология, специализирующаяся на исследованиях систем народной медицины.
В самом начале исследований перед учёными стояли важнейшие вопросы, связанные с особенностями поведения в традиционных культурах в сравнении с принятыми нормами на Западе, в современных обществах. Европейские и американские антропологи первоначально под влиянием фрейдизма относили к психопатологии многочисленные стереотипы поведения, не укладывающиеся в рамки нормы по европейским представлениям. Согласно подобным представлениям, народные целители, особенно шаманистского типа, считались концентрированным воплощением психопатологий, свойственных данной этнокультурной общности. В ходе дальнейших исследований произошёл отказ от столь категоричных оценок поведения людей в традиционных обществах, а народная медицина была реабилитирована.
В процессе последующих исследований экзотических стереотипов поведения, развернувшихся в различных регионах Африки, Южной и Центральной Америки, Австралии и Океании в 60—70-х годах XX века учёные с большим пониманием отнеслись к традициям и ценностям других культур. В результате более углублённого изучения организма человека было выявлено разнообразие в течении внутренних процессов, связанных с природными условиями проживания, генетическими факторами, особенностями пищи и т. д. Разносторонние научные исследования, проведённые в современных и традиционных обществах, показали различия в протекании как соматических, так и невротических болезней у представителей этих обществ.
Лечение в народной медицине представляет собой системные наставления больному: приём лекарственных средств, физиотерапия, специфические двигательные упражнения. Как правило, полная система средств народной медицины имеет своей вершиной некоторую форму психотерапии, групповой или индивидуальной. Именно в психотерапии народные целители добились высоких результатов благодаря многовековому отбору её вариантов, внушение — это фундаментальная основа народной медицины.
В настоящее время психологическая антропология изучает народную медицину как органическую часть жизни этнокультурной общности, активно участвующую в охране здоровья и связанную с системой ценностей и религиозных верований данного общества. В соответствии с таким подходом, народные целители рассматриваются как специфический социальный слой в развивающихся странах, представители которого выступают не только врачевателями, но и хранителями знаний, накопленных за многие века в традиционной культуре.

## Норма и патология
Межкультурный сравнительный анализ нормы и патологии в стереотипах поведения человека в традиционном и современном обществах стал важнейшим направлением исследований в современной науке. Этот аспект изучения личности в условиях различных культур рассматривается в рамках этнопсихиатрии (транскультурной психиатрии). Учёные, работающие в данной области, решают сложнейшие вопросы: где, при каких социальных, культурных, экологических условиях уровень заболевания психическими расстройствами ниже: в индустриальных странах или в бесписьменных культурах? Существуют ли различия между преобладающими типами душевных и эмоциональных расстройств в разных культурах? Одна из самых больших трудностей при решении этих вопросов состоит в том, что представители современной западной медицины при определении и объяснении различных патологий не всегда имеют полное представление о нормальном функционировании человека в единстве его биологии, специфики организма, психологии, зависимости поведения от культурного и природного окружения.
Вопрос о патологичности тех или иных культур возник в начале 20-х годов XX века, когда этнопсихологи начали проводить длительные полевые исследования в различных частях земного шара. Часть учёных, попав в необычные природные условия и пугающее культурное окружение, значительно отличающееся от индустриально-цивилизованного образа жизни, объявила ряд традиционных обществ патологичными, а представителей этих обществ — недоразвитыми, «ненормальными» и т. д. В своих «диагнозах» они исходили из представления о том, что все люди должны жить только так, как живут в Европе или в США. Кроме того, в своих определениях «патологичности» они руководствовались критериями, разработанными на основе наблюдения над европейскими пациентами, и считали, что комплекс симптомов, позволяющий отнести индивида к разряду психических больных, является единым для всех людей на Земле. Однако с развитием антропологических исследований выяснилось, что таких «патологических» обществ на планете слишком много, и этнопсихологи предложили относительный, а не единый критерий нормы.
Исследования, проведённые учёными в современных и в традиционных обществах, наглядно показали вариабельность психопатологии и её зависимость от этнокультурной принадлежности. На основании полученных в этих исследованиях результатов антропологи подвергли критике некоторые постулаты современной психиатрии. В первую очередь это касается вопроса о том, кого следует считать страдающим психическим заболеванием. Решение данного вопроса зависит от выбранного критерия патологии как основы сравнения. Из-за неопределённости общетеоретических установок психиатров на Западе они часто преувеличивают уровень распространённости психических заболеваний.
Наибольшие разногласия по этому поводу вызвал комплекс заболеваний, известный под названием «шизофрения». Согласно данным Национального института психического здоровья за 1972 год, в США 0,5 млн человек было госпитализировано в связи с этой болезнью, «более 1,75 млн гуляло по улицам, а около 60 млн американцев на грани заболевания шизофренией». Американский антрополог Дж. Б. Крейн по этому поводу написал, что часть психиатров «рассматривает весь мир как палату психиатрической клиники, а жителей Земли как своих пациентов». Многие антропологи полагают, что шизофрения — это болезнь цивилизации, которая практически не встречается в традиционных обществах. В наиболее категоричной форме эту точку зрения выразил основатель этнопсихоанализа Жорж Деверё, который назвал шизофрению «этническим психозом западного мира».
С другой стороны, исследования Джейн М. Мэрфи (англ. Jane M. Murphy) показывают, что в различных обществах, совершенно различных культурно, возникают и маркируются как ненормальные очень похожие типы поведения, из чего она заключает, что полная культурная релятивизация психиатрических заболеваний преувеличивает реальные проблемы определения нормы и патологии в психиатрии. Данный подход, по мнению Марка-Аделяра Тремблея (англ. Marc-Adélard Tremblay), сейчас разделяется большинством антропологов и психиатров США.
С развитием этнопсихологических исследований учёными постепенно был выработан общетеоретический подход к оценке самых экзотических форм поведения, встречающихся в разных культурах. Основная его идея состоит в том, что норма и патология являются не абстрактно-клиническими понятиями, а конкретно-ситуационными, что «нормальное» поведение человека не есть качество, абсолютное и единое для всех времён и народов, а представляет собой функцию от определённой конкретно-исторической, этнокультурной и экологической ситуации. В большинстве работ психологических антропологов проблема «нормы и патологии» рассматривается как многообразие нормы, различных «образов жизни», значительно отличающихся друг от друга. Если ортодоксальные фрейдисты зачастую сводили межкультурный этнопсихологический анализ к поискам особенностей психопатологии по принципу «все ненормальны, но каждый по-своему», то большинство этнопсихологов руководствуется принципом «представители различных культур нормальны, но каждый по-своему». При этом оба подхода представлены в этнопсихологии и по сей день.

## Изменённые состояния сознания и психотерапия
Изучение форм психотерапии, принятых в так называемых «примитивных» обществах, и тщательный анализ знаний, аккумулированных в народной медицине, дали мощный толчок исследованиям в 60—80-x годах XX века ранее неизвестных науке особенностей людей. Психотерапия — это та область, в которой благодаря многовековому отбору её форм и приёмов проведения народным целителям удалось добиться высоких результатов. Кроме того, психотерапия выполняет в рамках народной медицины ряд существенных дополнительных функций. Психотерапевтические приёмы нацелены не только на лечение больных людей, но и на профилактику заболеваний невротического характера в регулярно проводимых ритуалах, в которых участвуют все взрослые члены общности. Ещё одна фундаментальная функция психотерапии в форме ритуала — целенаправленное формирование определённых черт характера индивида в соответствии с потребностями конкретного общества, его идеологией, экономикой, экологией.
Огромную роль в народной медицине играет профилактика психопатологий в массовых и регулярных ритуалах, в которых достигаются экстатические состояния (в том числе с применением наркотиков и галлюциногенов). Именно эти ритуалы в своё время шокировали европейцев и были приняты ими за массовый психоз. А. Белик отмечает, что изменённые состояния сознания (ИСС) служат одним из проявлений этнопсихологического разнообразия культур, наличие которого в том или ином виде естественно и характерно для большинства обществ. Напротив, отсутствие ИСС в обществе есть признак патологии.
Общее определение ИСС сформулировано одним из основателей трансперсональной психологии Чарльзом Тартом в 1969 году: «Изменённые состояния для данного индивида состоят в том, что он отчётливо ощущает качественные изменения в образцах (формах) психического функционирования, причём он чувствует не только количественные изменения, но также и то, что некоторое качество или качества его психических процессов — другие». К ИСС относятся религиозный и сексуальный экстаз, ритуальный транс, сон в активной фазе, когда мы видим сны, состояния просветления, достигаемые в восточных культурах, ощущения человека в минуту смертельной опасности, а также комплекс ощущений, названный А. Маслоу «пиковые переживания». Кроме того, к ним относятся различные виды состояний, связанных с экстремальной профессиональной деятельностью (дрессировщики, спортсмены, спасатели и т. п.). Некоторые виды ИСС могут рассматриваться в качестве медиаторов между психологией и этнопсихологией, с одной стороны, и функционированием внутренних биологических систем организма, с другой стороны. Поэтому ИСС представляют собой не просто комплекс экзотических феноменов, а важнейшую сторону жизнедеятельности человека, сопутствующую ему на протяжении всей истории и у всех народов. Понимание этого факта этнопсихологи считают необходимым не только для анализа особенностей культур и осмысления разнообразных стереотипов поведения, существующих в них, но также и для поведения любого человека в повседневных ситуациях.
В психологической антропологии выделяются следующие основные функции, которые ИСС выполняют в современном и традиционном обществах:
- наиболее фундаментальная функция ИСС — достижение психобиологической синхронизации, которая обеспечивает нормальное ритмичное функционирование организма и комфортное самочувствие человека;
- психотерапевтическая функция, способствующая снятию напряжения в этнокультурных общностях. Наличие экстатических ритуалов снижает уровень конфликтности внутри общности и между общностями;
- ритуалы с экстатической составляющей повышают уровень коммуникабельности и взаимопонимания в различных видах обществ;
- коллективные ритуалы с ИСС часто служат своеобразной «вакцинацией» против психических заболеваний, а также способствуют сплочённости и психологической стабильности в этнокультурной общности.
- групповые ритуалы с ИСС оказывают сильный терапевтический эффект и могут способствовать лечению ряда болезней наряду с другими формами воздействия.

Проблема культурно-исторической обусловленности ИСС в рамках психологической антропологии была глубоко разработана рядом учёных, одним из крупнейших среди которых в научной литературе признана американский антрополог Эрика Бургиньон. В российской психологии и этнопсихологии в качестве методологической основы исследования ИСС наряду с западными разработками также используются подходы Л. С. Выготского и А. Н. Леонтьева.

### Selected Historical Works and Textbooks
- Bock, Philip K. (1999) Rethinking Psychological Anthropology, 2nd Ed., New York: W. H. Freeman
- D’Andrade, Roy G. (1995). The Development of Cognitive Anthropology. Cambridge, UK: Cambridge University Press.
- Hsu, Francis L. K., ed. (1972) Psychological Anthropology. Cambridge: Schenkman Publishing Company, Inc.
- Wilhelm Max Wundt, Völkerpsychologie: Eine Untersuchung der Entwicklungsgesetze von Sprache, Mythus und Sitte, Leipzig (1917); 2002 reprint: ISBN 978-0-543-77838-3.

### Selected Theoretical Works in Psychological Anthropology
- Bateson, Gregory (1956) Steps to an Ecology of Mind. New York: Ballantine Books.
- Hallowell, A. Irving (1955) Culture and Experience. New York: Schocken Books.
- Kilborne, Benjamin and L. L. Langness, eds. (1987). Culture and Human Nature: Theoretical papers of Melford E. Spiro. Chicago: University of Chicago Press.
- Nuckolls, Charles W. (1996) The Cultural Dialectics of Knowledge and Desire. Madison: University of Wisconsin Press.
- Nuckolls, Charles W. (1998) Culture: A Problem that Cannot be Solved. Madison: University of Wisconsin Press.
- Quinn, Naomi, ed. (2005) Finding Culture in Talk: a collection of methods. New York: Palgrave Macmillan.
- Sapir, Edward (1956) Culture, Language, and Personality: selected essays. Edited by D. G. Mandelbaum. Berkeley, CA: University of California Press.
- Schwartz, Theodore, Geoffrey M. White, and Catherine A. Lutz, eds. (1992) New Directions in Psychological Anthropology. Cambridge, UK: Cambridge University Press.
- Shore, Bradd (1995) Culture in Mind: cognition, culture, and the problem of meaning. New York: Oxford University Press.
- Shweder, Richard A. and Robert A. LeVine, eds. (1984). Culture Theory: Essays on mind, self, and emotion. Cambridge, UK: Cambridge University Press.
- Strauss, Claudia and Naomi Quinn (1997). A Cognitive Theory of Cultural Meaning. Cambridge, UK: Cambridge University Press.
- Wierzbicka, Anna (1999) Emotions across Languages and Cultures: diversity and universals. Cambridge, UK: Cambridge University Press.

### Selected Ethnographic Works in Psychological Anthropology
- Benedict, Ruth (1946) The Chrysanthemum and the Sword: Patterns of Japanese Culture. Boston: Houghton Mifflin Company.
- Briggs, Jean (1970) Never in Anger: Portrait of an Eskimo family. Cambridge, MA: Harvard University Press.
- DuBois, Cora Alice (1960) The people of Alor; a social-psychological study of an East Indian island. With analyses by Abram Kardiner and Emil Oberholzer. New York: Harper.
- Herdt, Gilbert (1981) Guardians of the Flutes. Chicago: University of Chicago Press.
- Levy, Robert I. (1973) Tahitians: mind and experience in the Society Islands. Chicago: University of Chicago Press.
- Lutz, Catherine (1988) Unnatural Emotions: Everyday sentiments on a Micronesian atoll and their challenge to Western theory. Chicago: University of Chicago Press.
- Rosaldo, Michelle Zimbalist (1980) Knowledge and Passion: Ilongot notions of self and social life. Cambridge, UK: Cambridge University Press.
- Scheper-Hughes, Nancy (1979) Saints, Scholars, and Schizophrenics: mental illness in rural Ireland. Berkeley, CA: University of California Press.
- Swartz, Marc J. (1991) The Way the World Is: cultural processes and social relations among the Swahili of Mombasa. Berkeley: University of California Press.

### Selected Works in Psychiatric Anthropology
- Kardiner, Abram, with the collaboration of Ralph Linton, Cora Du Bois and James West (pseud.) (1945) The psychological frontiers of society. New York: Columbia University Press.
- Kleinman, Arthur (1980) Patients and healers in the context of culture: an exploration of the borderland between anthropology, medicine, and psychiatry. Berkeley, CA: University of California Press.
- — (1986) Social origins of distress and disease: depression, neurasthenia, and pain in modern China. New Haven, CT: Yale University Press.
- Kleinman, Arthur, & Good, Byron, eds. (1985) Culture and Depression: studies in the anthropology and cross-cultural psychology of affect and disorder. Berkeley / Los Angeles: University of California Press.
- Luhrmann, Tanya M. (2000) Of two minds: The growing disorder in American psychiatry. New York, NY, US: Alfred A. Knopf, Inc.
- O’Nell, Theresa D. (1996) Disciplined Hearts: History, identity, and depression in an American Indian community. Berkeley, CA: University of California Press.
- Beneduce, Roberto (2007) Etnopsichiatria. Sofferenza mentale e alterità fra Storia, dominio e cultura, Roma: Carocci.